# 健太やります!
『健太やります!』（けんたやります）は、満田拓也によるバレーボールを題材とした日本の漫画作品。『週刊少年サンデー増刊号』（小学館）にて1988年11月から1989年5月にかけて、『週刊少年サンデー』（同）にて1989年30号から1994年24号にかけて連載された。単行本はサンデーコミックスで全26巻・ワイド版全14巻・文庫版全14巻。

## 概要
バレーボールに情熱を注ぎ込む少年井口健太と天才的なアタッカー前田隆彦の2人が弱小坂見台高校男子バレー部を引っ張り、県大会を戦っていくストーリーである。話は大きく三部に分かれる。いずれも最後に県内最強チーム、私立誠陵高校バレー部の面々が立ちはだかり、二度破れ、苦杯を嘗めているが、成長した健太達は三度目の試合で見事な好ゲームを見せた。
また主人公の井口健太はレシーブ能力こそ計り知れない才能を秘めているが、他に至っては能力、体格ともに平凡で、天才的な才能を秘めた他のスポーツ漫画の主役達とは一線を画している。また、キャプテンになりたての頃は常に不安にさいなまれ、またセッターとしてのプレッシャーから神経質になり新入りの宇都宮を罵倒してしまうこともあったが、様々な困難を乗越える中でタフな精神力を身に付けていく。その天才キャラの立場はサブヒーローの前田隆彦が担っており、彼が攻撃の要とするならば、健太はあくまでサポート役、守備の要としてチームを引っ張る役目で、前田を引き立てる裏方の活躍をしている点でも異色の存在である。
全選手がオールラウンドプレイヤーである強豪誠陵を始め、様々な技巧・作戦を使う相手に、また怪我や体調不良など常に苦戦と逆境を強いられるが「諦めない闘志」と「根性」で乗越えるという王道が基本的な流れをなす（ただ江藤の指導によって次第に技巧的・論理的な試合運びも見られるようになる）。
主人公の健太を始め、誠陵の辰巳、浦賀工業の渋谷、足柄商業の金田一、善行の小坂など、下級生のキャプテンが多く、下級生だけしか部員がいない高校も少なくない。

## 主な登場人物とチーム

### 私立坂見台学園高校
井口 健太（いぐち けんた）：背番号7
8月30日生まれ A型 164cm（ただし、最終話で前田に迫る身長まで急激に伸びている）/52kg ライト（レシーバー）
本作の主人公。決して体格、才能に恵まれたわけではないが、ひたむきで誰にも負けない根性を持ち、粘り強いプレーでチームを支える。また、レシーバーとしては優れた技能を持ち、強烈なスパイクを鋭い読みと体を張ってボールに食らいついていくレシーブ能力は彼の最大の武器でもあり、相手チームを翻弄し、試合の流れを一気に引き寄せてしまう。第二部以降、キャプテンの座を稲場から受け継いだ後は、気の弱い側面は薄れ、図太い面を見せるなど精神的にも強靱になり、前田も彼には全幅の信頼を寄せていた。それでも足柄校の金田一にセッターとしての弱点を指摘されたり、旧友でオールラウンドプレーヤーである渋谷にレシーブしかできない一芸バレーであることを批判されたときはかなりの自信喪失に陥り、キャプテン就任後に罵倒してしまった宇都宮のバレーへの思いを知ったとき、右腕骨折した前田を抜いた試合を江藤コーチに相談するとき、右腕をかばうために実力を発揮できず落込む前田を奮起させる場面などには感情を露わにして泣くこともある。だが最後の誠陵戦では劣勢にあっても、落ち着いて試合を楽しむ心の余裕を持つまでになっている。
両親、弟の4人家族で団地に住んでいる。
前田 隆彦（まえだ たかひこ）：背番号5
8月6日生まれ B型 185cm/78kg レフト
もう一人の主人公で色黒の長身。驚異的な体力と運動神経を誇り、チーム一のバレーセンスの持ち主にして坂見台不動のエース。アタッカー、ブロッカーと前衛の要として活躍する。特にスパイクの威力は圧倒的で、好調時には誠陵の選手も一歩も動けないほどのスピードと破壊力を誇る。ただし、微細ながらもスパイク時の動作に癖があり、藤実に見抜かれたときはスパイクのコースが完全に読まれている。右腕を骨折した後は無意識に怪我を恐れバレーを始めて初のスランプに悩まされるが、仲間の支えもあって誠陵戦で復活を遂げ、精神的にも大きく成長した。誠陵バレー部で活躍する双子の兄がおり、両親も関係を案じるほど犬猿の仲。彼も誠陵バレー部にスカウトされるが、仲間を見下し、蹴落とすバレーではなく、仲間との絆を大切にしたいとの思いから断っている。実家は蕎麦屋でバレー部の打ち上げ会場として利用されている。
先述のスパイク時の癖は、結局は自身の実力によってねじ伏せており（その対戦時以降に癖を矯正するような描写は見られないが、それを突こうとする対戦相手も現れていない）バレー選手としての弱点は皆無に等しいが、バス移動の際嘔吐する程の重度の乗り物酔い体質であることが自身としての弱点といえる。
稲場克己（いなば かつみ）：背番号4
主として第一部に登場するバレー部の先輩（登場時は最上級生）でキャプテン。やや老け顔で虚ろ眼をしている。天才的なセンスを持ったセッターであり正確無比なトスを挙げる。セッターが基本ポジションであるが、県大会2回戦の鎌倉北戦では相手が健太を徹底的に狙い打ちにして疲れさせる戦法をとったため、健太を急遽セッターにして、自身はバックアタックを決めるなど、アタッカーとしてのスキルも高い。その実力はかの誠陵からもスカウトを受けたほどである。中学時代に負った左ひざの古傷に不安を抱えている。入部直後の健太に別メニューとして正確なコントロールを持ったサーブの練習を強制させ、健太にレシーブやサーブでも立派にチームに貢献できることを知らしめた。このエピソードは後に後輩の立花が自信を失くし退部しかけたときにも、立花を勇気づけ部を続けることに資した。引退後もチームのよき指南役である（誠陵との新人戦を前に不安になる健太に不安になる暇もないほど練習せよと助言したり、コーチを付けることを助言したり、勝ち目がないと大会用の練習を渋る江藤に頭を下げてでも説得するように進言するなど）が、現在は部外者であるというスタンスは崩さず、後輩の自発的な成長に期待をかけている。
実家は広大な敷地を持つ屋敷で「坊ちゃん」と呼ばれている。顔がそっくりな弟が最終話に登場。
近森 千穂（ちかもり ちほ）
1月5日生まれ O型 158cm/体重は秘密 スリーサイズは極秘
バレー部のマネージャーで本作品のヒロイン的存在。健太、前田とは同学年。元々はミーハーなバレーボールファンだったが、健太のひたむきな姿を見てマネージャーになった。活発で言いたいことは遠慮なく口出しするはっきりとした性格で、調子のいい前田や河野のツッコミ役。一方で面倒見が良く優しい一面も兼ね備え、バレー部を支える欠かせない存在である。登場時は両分け、お下げの髪型だったが第二部からは髪を短く切った。
河野行宏（こうの ゆきひろ）：背番号1
6月17日生まれ O型 173cm/61kg レフト
健太、前田より1学年先輩のバレー部員で副キャプテン。出っ歯がトレードマーク。明るいお調子者だが前向きな気持ちとガッツは人一倍強くチームのムードメーカー的存在。当初は先輩後輩関係を重視し、後輩の健太がキャプテンをやることに反対していたが、健太の誰にも負けないやる気に根負けし以後は健太のよき理解者になる。夏の合宿時に健太が感情的に宇都宮を罵倒したためチームが分裂しかけたときも、いち早く状況を打開するために健太に謝るよう諭すなど面倒見もよい。登場時は平凡な実力だったがチームとともに着実に成長し、前田不在時にはエースとして奮闘。トスも上手く世良の加入前は井口がレシーブをする時にセッターを務めることもあった。最後までレギュラーとして活躍した。
原直樹（はら なおき）：背番号2
11月21日生まれ AB型 172cm/59kg ライト
先輩3人組の一人。八重歯がトレードマーク。バレー部唯一のサウスポー。第三部終盤では緒方にレギュラーの座を奪われたり怪我をしたりと不遇な面もあったが、誠陵戦ではその根性を前田に見せることで前田復活のキーマンとなった。性格はやや神経質で、雷が苦手。
佐々木修一（ささき しゅういち）：背番号3
2月14日生まれ A型 174cm/65kg センター
先輩3人組の一人。眼鏡をかけてプレーをする。切れ味鋭いドライブサーブを得意とし、サービスエースが多い。外見通りの理論派で、チーム方針をめぐって井口と対立したこともある。地味な存在だが3人組の中では一番の安定感を誇り、江藤曰く「井口の次にレシーブ力がある」との事。また江藤の理論的・技巧的なバレーを健太に次いでいち早く実践に移すなど、チームが勝つために最も確率の高い戦術を選ぶ柔軟さを持つ。
宇都宮 誠（うつのみや まこと）：背番号6
4月13日生まれ O型 199cm/95kg センター
前田の幼馴染で彼の事を「タカちゃん」と呼ぶ（前田は嫌がっているが）。図体は大きいが気の優しい小心者。さぼり癖もあったが、決して自分を見捨てなかった井口の心遣いに感銘し、彼に付いていくことになった。前田は宇都宮の精神的弱さを指摘していたが、一度決めたことは最後までやり遂げる芯の強さがあり、キャプテンになりたてでイライラしていた井口に罵声を浴びせられた際には逆にそれを反省材料とし、影で努力し決して諦めなかった（この一件で深く反省した井口のキャプテンシーも成長を始めた）。チーム屈指の長身を生かしてブロッカーとして活躍する。作中では鈍重扱いされることも少なくないが、ジャンプ力をはじめとする基礎身体能力は悪くはなく、初の試合で顔面ブロックを決めた際にはそのブロック自体の「高さ」で相手を驚愕させた。
緒方 明（おがた あきら）：背番号11
12月20日生まれ B型 180cm/72kg レフト
健太の1学年後輩。広島生まれで話す言葉も広島弁。
転校が多くパンチパーマ（実は天然パーマ）の強面だったため友達が少なかった。硬派な不良だが小学校時代に優しく接してくれた近森を想い続け坂見台に入学、バレー部に入部するといった純情で一途な面も持つ。当初は素行も悪く全く役に立てなかったが急速に成長し、持ち前のパワーと運動能力、熱いプレーで坂見台の攻撃力を大幅にアップさせた。最後の誠陵戦ではバックアタックも成功させる。また、試合当日にかつ上げに遭っていた立花に代わり（暴力沙汰で出場辞退にならないように）相手に殴られ続けたり、右腕骨折が治った後も実力を発揮できずに精神的に弱っていた前田を全員の前で罵倒することで前田の闘志を復活させようとするなどチーム思いの面もある。威力十分の「メガトン・スパイク」が武器で誠陵相手でも通用している。
看護師の母親と二人暮らしで、意外と家族同士の絆は深い。
立花 淳（たちばな じゅん）：背番号10
7月19日生まれ O型 162cm/50kg ライト
健太の1学年後輩。
中学時代は緒方の不良グループのパシリだった。高校入学を機に野球部に入るつもりだったが緒方のバレーに対するひたむきな姿に感化され、一緒にバレー部に入部。補欠で終わったためさほど目立たなかったが、緒方の成長にはなくてはならない存在だったといえる。
世良 進介（せら しんすけ）：背番号8
5月18日生まれ A型 175cm/64kg セッター
健太の1学年後輩。青山と同じ中学のバレー部出身。
二枚目で自信家だが、口先だけでなく実力やセンスには非凡なものがある技巧派セッター。要所でツーアタックも披露する。井口からセッターの座を奪った。健太同様、足柄校の金田一の挑発に乗せられ実力を発揮できないこともあったが、必死にボールを拾ってつないでくれる健太の姿勢を見て落着きを取戻す。
青山 浩二（あおやま こうじ）：背番号9
3月19日生まれ O型 173cm/62kg レフト
健太の1学年後輩。世良とは中学から同じバレー部でコンビを組んでいたが性格は対照的に硬派。堅実なプレイをモットーとするサブアタッカー。足柄校との試合では一時的に世良とうまく噛み合わなくなるが、冷静さを戻した世良の采配もあり足柄を破ることに大きく貢献する。
渡瀬ひかる
7月4日生まれ A型 157cm/46kg
近森と同じく坂見台男子バレー部のマネージャー（健太、近森の1学年後輩）。前田に憧れて入部したが、自分だけの優遇を嫌った本人によって一度は拒絶されてしまう。その後は、特に誰に贔屓することなく、近森と共にマネージャー業務に徹している。尚、この時に放った近森、前田のコメントは、恋愛感情のために特定の選手を贔屓する存在など迷惑行為に他ならないと斬り捨てており、一般のスポーツ漫画に描かれているマネージャー像に対する、作者のアンチテーゼとも受け取れるものである。
江藤 三郎（えとう さぶろう）
女子バレー部・辻監督の要請を受け男子バレー部のコーチを買って出た男。13年前に坂見台を卒業したということなので推定年齢は31～32歳。バレーの戦術、理論、適材適所を見抜く慧眼は確かなものがある。とりわけ健太のレシーブが誠陵に勝つための絶対必要条件と見抜き、実際に健太のレシーブが幾度となくピンチを救った。皮肉屋で自己本位のスパルタを厭わないやり方に前田らが反発したが、着実に坂見台の実力を強化させた。本業はフリーカメラマンだが、仕事そっちのけでコーチに邁進するなど、バレーにかける熱意、情熱も人一倍強い。当初は「根性」を否定し、感情でやるバレーはまた感情で墓穴を掘るという信条のもと、完璧に理論的・技巧的なバレーを基本としていたが、坂見台の「根性バレー」を少しずつ認めるようになっていく。その結果「根性」と理論・技巧がうまく融合した新たな坂見台スタイルが確立されていく。元々はバレー部のOBで、現役時代に廃部寸前のバレー部を救うも誠陵に1点も取れずに負け、更なるチーム強化を図ったがあまりに厳しすぎる練習に他のメンバー（東海高校監督の巻田は同期）がついてこられず、チームを空中分解させてしまった苦い過去を持つ。最終的に自分たちが全く及ばなかった誠陵に拮抗する実力を付けた健太、前田らを見て「（一緒にプレーしたかったが）早く生まれすぎた」と彼ながらの讃辞を送っている。大型バイクを所持しており、初登場時には爆音を鳴らしバレー部のグラウンドコートに乗り付けた。一児のパパで子煩悩な一面も見せる。

### 私立誠陵学園高校
前田 慶彦（まえだ よしひこ）：背番号5
前田隆彦の双子の実兄。弟と違って色白。中学時代には先輩を差し置いてエースを務めるなど常にエリートとして君臨してきた為か、作中でも屈指といえるほどの強力さで勝利至上主義を前面に打ち出しており、また非常に高慢な性格の持ち主。隆彦と共に誠陵にスカウトされ、その道を蹴った弟とは対照的にエリートの道を選んだ。だが、本当は誰よりもストイックで、勝利に対する執念と飢えが強く押し出された結果である。自分自身も相当な努力家であるにもかかわらず、「努力や根性で何でも叶えば誰も苦労しない」と坂見台のバレーを全否定するような発言もしたが、三度目の対戦時には互角に戦う坂見台を認めた。
島村：背番号1
将来日本代表入りが期待される誠陵の主将兼エースアタッカー。第一部に登場。中学時代には稲場とコンビを組んでいてよきライバルであった。辰巳や慶彦のようにエリートであることを鼻にかける事のない器量の持ち主で、健太にとっては憧れの存在でもある。劣勢に立った後輩の誠陵メンバーに対して観客席から叱咤し、エリート意識を捨て謙虚になることの重要性を伝えた。
小谷：背番号2
島村と同期のセッター。試合での描写は坂見台戦の一試合だけだが正確なトスワークを見せる。坂見台に島村と共に偵察に行った際は、バックトスでバスケットゴールにボールを通すプレーを見せ前田を始め坂見台部員全員に絶望感を与えた。坂見台を完全に格下扱いし、普段は全国大会でしか使わないという隠し技のナイアガラアタックが攻略されたときも、「レシーブミスが効を奏しただけ｣と発言している。
辰巳：背番号4
島村の後を継いで主将になった誠陵のエース。クールな外見とは裏腹に、各地からスカウトされて入学した他のメンバーと違い自分の実力を試すため（ひいてはプロ選手になるため）に一浪してまで誠陵に受験入学した叩き上げの苦労人。その為前田達よりも一つ年上である。また礼儀の良さもあり暴言を吐く前田をたしなめる場面もある。入部当初黒木監督のやり方に疑問を抱き寮を抜け出して遊ぼうとするチームメイト達を「何をするため誠陵（ここ）へ来たのか」と一喝するエピソードもあった。
佐野
辰巳と同期の選手。セッターだが要所でツーアタックも見せる。
千葉
辰巳と同期の選手でアタッカー。県大会準決勝の宝徳高校戦では監督の指示で、事実上2人対6人(誠陵はレギュラーのアタッカー1人とセッターの2人だけでプレーし、他の4人は補欠の選手でサーブ以外のプレーには一切関与しない)の試合に挑み、1番手のアタッカー(アタッカー1人で3点を取るのがノルマ)として登場、最初のアタックをブロックされており、「さすがに高いな」とつぶやき、平均身長185cmの宝徳(誠陵は182cm)の高さを認めているが、その後はブロックを利用したワンタッチアウトを決めており攻略している。
工藤
辰巳と同期のアタッカー。左利きでセッターの後方から打ち込むCクイックを得意とする。
大西
辰巳と同期のアタッカー。
黒木
誠陵の監督。鬼監督として知られ、サディストと影で言われるほどの厳しい指導と非情の采配でチームを幾度と無く全国優勝へと導いた名将。故意に完封寸前のマッチポイント状態を作らせそこから逆転することを課すなど、精神面を鍛えるためとはいえ相手を見下した戦法を使う。同様に坂見台も見下す発言が多いが、現実にはチームを発奮させるための意味合いが強い。藤沢実業高校にスパイ疑惑で提訴された坂見台の査問委員会の席では、藤沢校のアンフェアな姿勢を見極めて坂見台を擁護し、三度目の対戦時には「（坂見台は）良きライバルである」と発言するなど素顔は誠実な面がある。実は坂見台女子バレー部の辻監督の教え子だったため、心技体のバランスが重要であることを熟知している。白目が特徴。

### 私立宗洋学園高校
作中では初の対外試合相手で、第一部と第三部にて練習試合を行った。県下屈指の古豪で、初の練習試合は宗洋側の勘違いにて組まれたものの、試合後には善戦した坂見台の実力を認め、以後の練習試合の申し入れに繋がった。なお、公式戦では対戦せず。

### 湘南学院高校
坂見台とは第一部インターハイ地区予選1回戦と第三部インターハイ地区予選2回戦の2度対戦。作品中公式戦で最初に対戦した相手。男子校のはずだが第一部では何故か女子マネージャーがいた。
天城
第一部で対戦した時の湘南学院の主将。「全日本並み」のスパイクサーブと「フェイントサーブ」を武器に坂見台を苦しめた。第三部では卒業したのか登場せず。
高橋
天城のチームメイトで健太の中学時代の先輩。健太と河野が偵察に行った時に再会した。学年の明確な表示はないが、健太が二年生の夏の大会では登場せず、坂見台メンバーが湘南学院戦のときに、「前とはすっかりメンバーが変わっている」と発言しているため、健太よりも二学年上であると思われる。

### 鎌倉北高校
地区内の高校の中では伝統校で堅実なバレーを志向する。坂見台とは第一部インターハイ地区予選2回戦で対戦。
竹内
鎌倉北の司令塔。非情な手段を用いて相手の弱点を突くクレバーな選手。前田が後衛に下がれば楽に勝てると踏んでいたが健太のレシーブに苦しめられ健太の体力を消耗させる戦法で徹底的に苦しめた。
林
竹内の対角に入る裏エース。坂見台戦の終盤に前田のスパイクが、ブロックしにいった手に当たって指を骨折し、途中交代した。

### 京浜大学
坂見台OBを擁する大学生チーム。稲場の要請により、宇都宮の入部試合で対戦。
杉本
坂見台バレー部OB。坂見台現メンバー（稲場以外）が誠陵と善戦したチームメンバーと知らされたため、宇都宮狙いで敗戦を回避しようと画策した。

### 足柄商業高校
坂見台と同じ神奈川県の学校。初登場のときは部員全員が一年生(熊田の発言)。坂見台とは二年生夏の県大会一回戦で対戦。得意の、のぞみ攻撃が攻略されて第１セットを失い、前田が退場となった第２セットは一時的に優勢になるが、最後は坂見台の粘りの前に屈した。坂見台と誠陵の決勝には金田一と熊田が観戦におとずれている。
金田一 太郎（きんだいち たろう）：背番号6
足柄商のキャプテン。小柄ながら超人的な身のこなしと驚異的なテクニックでどんな難しいボールもチャンスにしてしまう天才型セッター。試合では健太や世良を挑発してまんまと翻弄するなど心理攻撃が得意な策士だが、逆に普段は前田らの挑発に乗せられたりお調子者的発言も見せるなど、一言でいえばよくわからない性格である。その外見から前田からは「山猿」「ゼッペキ頭」などと呼ばれていた。自信家の反面、一度自信が崩れると、試合中でも放心状態になることがあった。
熊田：背番号4
足柄商のエースアタッカー。その特徴豊かな顔の為、初対面で前田に遠回しではあるがゴリラ呼ばわりされたり、猿顔の金田一とセットで「類人猿コンビ」と命名されたりと、坂見台から妙に不遇な扱いを受けている。良識の持ち主で、金田一の行き過ぎた言動を諫めたり、フォローしたりする役割も担っている。

### 藤沢実業高校
通称「藤実（とうじつ）」。誠陵と共に神奈川県内では二強として名を馳せ、幾度と無く全国大会にも出場した名門。坂見台は第二部の新人戦地区大会1回戦と第三部のインターハイ藤沢地区予選3回戦で対戦、いずれも勝利している。強豪だがマネージャーの山根以外のメンバーの名前等は不明。自分達は坂見台を偵察しておきながら、坂見台側の偵察申し出は拒否した上、偵察を不法行為として提訴するという了見の狭さを露呈させ、結局坂見台に二度敗退している。
山根
藤実のマネージャー。対戦相手のデータを分析し弱点を見出す能力に長ける。新人戦では前田の弱点を見抜き、「前田封じ」という作戦を指示した。

### 市立善行高校
第二部の新人戦藤沢地区予選2回戦で対戦。 エースの駒田以外の選手の身長が低い為、レシーブで粘って拾って繋ぐバレーを実践し、新人戦1回戦で平成商業相手に金星を上げて勝ち上がる。 学校内の練習場が女子バレー部に与えられた一面のみの為コートが無く、主に屋上や廊下を練習場にしてレシーブの強化に取り組んでいる。
小坂
身長160cmと健太より小柄ながらキャプテンを務める。それ故に試合前に初めて健太と対面した時お互いに親近感を持った。レシーブが得意。
駒田
善行高校のエースアタッカー。身長の明確な表示はないが、チームメンバーの中では最も高く描写されている。坂見台戦で敗色濃厚になったときは、「(自分は)前田君には到底及ばない。でも僕もチームのエースなんだ!」と奮起し、坂見台のコートに気迫のこもったアタックを決めている。
高木
バレー部マネージャー。坂見台戦でタイムアウトのときに弱気な発言をした部員に対し、「タイムアウトって反省会なんですか！」とまだ試合をあきらめないように促し、小坂たちを奮起させた。

### 辻堂高校
新設校ながらスポーツには力を入れており、金にモノを言わせて全国各地から有力選手を集めた。登場時の年に新設された学校のため、部員は全員一年生だが、試合前のアップではそれを感じさせないアタックを披露していた。坂見台とは第三部インターハイ地区予選1回戦で対戦。序盤こそ坂見台を苦戦させるも、単に有力選手をかき集めた急造チームに過ぎなかった為かチームワークが簡単に崩壊し、あえなく敗戦した。
南川
東京の名門、和田中学からスカウトされてやってきた辻堂のエース。強烈なスパイクを相手ブロッカーにかすらせてポイントを狙う「ワンタッチアウト」を得意とする。
北島
南川と同じくスカウトされて辻堂にやってきたセッター。ナンパ好きな性格で、坂見台偵察時に近森を強引にナンパしようとして緒方と小競り合い。後の乱闘事件と前田骨折の発端となった。
城之内
辻堂高校のキャプテン。スパイクを打つ場面がワンシーンだけあるが、坂見台のレシーブに拾われ、その自軍コートに返ってきたボールを南川が「セッターがエースを信用しないラリーに加わってたまるか！」という理由でコート外に弾き出したため、チーム崩壊のきっかけとなった。

### 東海高校
以前は横浜地区から参加していた巻田率いる高校。平均身長は170センチ前後と低めだが、粘りと無欲さでインターハイ地区予選決勝まで勝ちあがってきた。
巻田
東海高校バレー部監督。坂見台のOBで江藤とは同級生だったが、スパルタ重視の江藤のやり方に疑問を感じ、彼をバレー部から追い出す引き金となる。「楽しいバレー」をモットーに選手を育て上げてきたが、勝敗にこだわらない姿勢と無欲さを混同した結果、必死に勝ちたいと思う選手たちの気持ちを無視する結果になり、その事を坂見台との対戦で思い知らされることになる。それに気付いてからは、健太を坂見台のゲームメーカーと見抜いた上で選手に具体的な対応策を指示しており、指導者としての力量は持ち合わせているとみられる。
吉原
東海高校の主力選手。両目が前髪に隠れている。好戦的で、逆境も楽しめるタイプ。チーム方針も含め巻田のことは信頼しているが、同時に勝利に対する欲求も強く、劣勢打破のための具体的な指示を率先して要求していた。

### 浦賀工業高校
第三部のインターハイ神奈川県大会2回戦で対戦。　選手層が厚い。　
渋谷：背番号4
浦賀工のキャプテンでエース。健太の中学時代の同級生。全国大会のメンバー入り、最後の枠を健太と争うも敗れ、一度も試合に出る事なく中学卒業を迎えた苦い過去を持つ。この時のリベンジを果たすべく県大会で坂見台と対戦。オールラウンドプレーヤーで天井サーブやバックアタックを得意とし、セッターもこなす。レシーブしかできないと健太の一芸バレーを批判し健太の自信を喪失させる。だが前田の励ましによりレシーブこそが自分の最大の売りであることを悟った健太にあらゆる手を封じられ、自分が未だに健太のレシーブに対抗できるものを持っていない事を悟る。最後には健太の姿勢を肯定し、以後の戦いを見守った。

### その他
鈴木
健太のクラス担任（1年生時）。また、男子バレー部の顧問だが肩書きだけでやる気は全くない。実はカツラを着用している。
辻
坂見台高校女子バレー部監督。かなりの高齢ながら長身でダンディーな外見。女子バレー部を何度も全国優勝に導いた名将で、誠陵の黒木や江藤は彼の教え子である。「心技体」がモットー。
尾崎
坂見台高校女子バレー部コーチ。弱小だった男子バレー部を軽視していた。
堀
坂見台女子バレー部の主将にして、ポイントゲッター。身長176cm。当初は、男子バレー部を見くびっていたが、前田の本当の実力を見せ付けられて、男子と女子のレベルの違いを痛感する。以降は男子バレー部の活躍を見届けたり、井口にエールを送ったりしている。